# بيير بنوا
بيير بنوا هو سياسي كندي، ولد في 30 أبريل 1824، وتوفي في 26 أغسطس 1870 في نابيرفيل في كندا. حزبياً، نشط في حزب كيبيك الليبرالي. وقد انتخب عضو الجمعية الوطنية في كيبك ‏.